# Webera synoica
Webera synoica är en bladmossart som beskrevs av Hugh Neville Dixon 1942. Webera synoica ingår i släktet Webera och familjen Bryaceae. Inga underarter finns listade i Catalogue of Life.